# Félix Sedano y Mateo
Félix Sedano y Mateo (Barbadillo de Herreros, provincia de Burgos) fue un político español. Hijo de Damián Sedano, fue diputado por el distrito de Salas de los Infantes en las legislaturas 1899-1900 y 1900-1901.
Con anterioridad a él, Víctor Ebro y Fernández de la Cuesta ocupó el escaño por el distrito de Salas de los Infantes.